# Földes István (virológus)
Földes István (Budapest, 1921. december 12. – Budapest, 2002. szeptember 7.) magyar virológus, orvos, mikrobiológus.
Pályájának első periódusában főként a gümőkór (tuberkulózis) kutatásával foglalkozott (Országos Közegészségügyi Intézet), Országos Korányi TBC és Pulmonológiai Intézet), majd a Magyar Tudományos Akadémia Mikrobiológiai Kutatócsoportját igazgatta Budapesten. Az általa 1993-ig irányított kutatócsoport 1981-ben átkerült az Országos Közegészségügyi Intézet felügyelete alá, és kulcsszerepet játszott a HIV (humán immundeficiencia vírus) által kiváltott AIDS-világjárvány elleni küzdelemben Magyarországon.

## Életpályája
Földes (Fischer) Nándor (1886–1960), a Naphta Vegyészeti Gyár Részvénytársaság ügyvezető-igazgatója és Lányi Etelka (1896–1962) gyermekeként született magyarországi zsidó családban. 1950-ben kapta meg orvosi diplomáját a Budapesti Orvostudományi Egyetemen, ahol Baló József irányításával már medikus korában bekapcsolódott az 1. sz. Patológiai és Kísérleti Rákkutató Intézetben folyó tudományos munkába. 1951 és 1954 között az Országos Közegészségügyi Intézetben Havas András mellett tuberkulózis kutatást végzett, mint aspiráns.1954-ben megvédte kandidátusi értekezését, és megkezdte munkáját az Országos Korányi TBC és Pulmonológiai Intézetben (Kórélettani Osztály, osztályvezető, 1954–1957; az Intézet tudományos igazgatója, 1957–1972). Meghonosította a radioaktív izotóp technikát a kísérletes tuberkulózis kutatásban. 1966-ban elnyerte az orvostudomány doktora címet. 1972-ben a Semmelweis Orvostudományi Egyetem címzetes egyetemi tanár címet adományozott számára, és megbízták a Magyar Tudományos Akadémia Mikrobiológiai Kutatócsoportjának  (MTA-MKCS) vezetésével. Az MTA MKCS munkatársai és kollaboráló partnereik szerteágazó vizsgálatokat folytattak (retrovírus, interferon, és bakteriofág kutatások). Nagy hangsúlyt kapott a daganatkutatás, az immunológia, és azon belül az immunterápia és a tumor immunológia is. 1981-től a Mikrobiológiai Kutatócsoport az Országos Közegészségügyi Intézet szervezeti keretében (OKI-MKCS) folytatta munkáját. Az AIDS világjárvány megjelenését és az azt okozó retrovírus, a humán immundeficiencia vírus (HIV) azonosítását követően itt épült ki Magyarország első speciális HIV referencia laboratóriuma, ahol az úgynevezett „megerősítő” immunológiai és molekuláris virológiai vizsgálatokat végezték a HIV fertőzöttség megállapításához. 1985-től kezdve a HIV fertőzött személyek és az AIDS betegek száma folyamatos növekedést mutatott Magyarországon. Az OKI-MKCS munkatársai a HIV diagnosztikus vizsgálatok mellett humán és majom retrovírusokkal kapcsolatos kutatásokat is folytattak. Ezen kívül új megfigyeléseket tettek a daganatkutatás, az immunológia és az interferonkutatás területén. A HIV diagnosztika és a szerteágazó kutatások mellett Földes István jelentős szerepet játszott hazánkban a HIV fertőzések megelőzésével kapcsolatos ismeretek terjesztésében és a daganatkutatás új eredményeinek (onkogének, tumor vírusok) megismertetésében. 1993-ban vonult nyugdíjba, ezután tudományos tanácsadóként vezette a HIV Referencia Laboratóriumot. Tagja volt az Acta Microbiologica Academiae Scientiarum Hungaricae, majd az azt felváltó Acta Microbiologica Hungarica és Acta Microbiologica et Immunologica Hungarica című lapok szerkesztőbizottságának és a Magyar Mikrobiológiai Társaság vezetőségének.

## Díjai, elismerései
- Kiváló orvos (1961)
- Munka Érdemrend Arany Fokozata (1970)
- Manninger Rezső-emlékérem (1983; Magyar Mikrobiológiai Társaság)[25]
- Kesztyűs Loránd-emlékérem (1987; Magyar Immunológiai Társaság)[26]

## Emlékezete
2009-ben a Magyar Mikrobiológiai Társaság vezetősége, valamint Földes István professzor munkatársai és tanítványai tudományos szimpóziumot (ISTVAN 2009: International Symposium on Transforming Viruses and Neoplasia) szerveztek tiszteletére a Magyar Mikrobiológiai Társaság és a Horvát Mikrobiológiai Társaság által szervezett nemzetközi kongresszus keretében (2nd Central European Forum for Microbiology, Keszthely, 2009. október 7–9.).
2021-ben, születése centenáriumára emlékezve, a Magyar Mikrobiológiai Társaság nemzetközi kongresszusán (6th Central European Forum for Microbiology, Kecskemét, 2021. október 13–15.) Földes Istvánról nevezték el az egyik – a koronavírus-világjárvánnyal foglalkozó – virológiai szekciót.